# Atlantı, Kadınhanı
Atlantı là một thị trấn thuộc huyện Kadınhanı, tỉnh Konya, Thổ Nhĩ Kỳ. Dân số thời điểm năm 2011 là 2.891 người.